# Bective Rangers Rugby Football Club
 Bective Rangers RFC  est un club de rugby irlandais basé dans le district de Donnybrook dans la ville de Dublin, en Irlande qui évolue dans le championnat irlandais de Deuxième Division. Le club est affilié à la fédération du Leinster et ses joueurs peuvent être sélectionnés pour l’équipe représentative de la région, Leinster Rugby.

## Histoire
Le club tient son nom d'un pensionnat, le Bective House Seminary for Young Gentlemen (ouvert entre 1834 et 1885). Le comte de Bective était le propriétaire du terrain sur lequel il fut construit. Le blason du club porte d'ailleurs les armoiries comtales (fleur-de-lys entre deux têtes de sangliers). Le rugby fut l'un des sports pratiqués dans l'école, mais quand celle-ci ferma, les étudiants décidèrent de maintenir son souvenir dans l'appellation de leur nouveau club, Bective College. Le club est ensuite renommé Bective FC, et enfin Bective Rangers. Les premières couleurs du club étaient vert, blanc et rose, qui fut plus tard remplacé par le rouge. 
Le club fut l'un des grands du rugby de Dublin dans les années 1920 et 1930.
Bective Rangers a la particularité d'être le seul club de rugby cité par l'écrivain James Joyce dans ses œuvres (Portrait de l'artiste en jeune homme) et Finnegans Wake. Certains de ses amis étaient passés par l'école Bective, ce qui peut expliquer cette spécificité.

## Palmarès
- Leinster Senior League (0) : 
  - Finaliste (2) : 1973, 1975
- Leinster Club Senior Cup (12) : 1889, 1892, 1910, 1914, 1923, 1925, 1932, 1934, 1935, 1955, 1956, 1962.
  - Finaliste () : 1964, 1974, 1982, 1997
- Metropolitan Cup (9) : 1926, 1930, 1931, 1939, 1944, 1958, 1961, 1980, 1995.
  - Finaliste :
- All Ireland Bateman Cup (2) : 1923, 1925

## Joueurs célèbres
- Jim Magee
- Louis Magee

 Lions britanniques et irlandais